# Victoria Alonso
Victoria Alonso (La Plata, provincia de Buenos Aires; 22 de diciembre de 1965) es una productora de cine argentina. Fue presidente ejecutiva de producción física, posproducción, VFX y animación en Marvel Studios hasta marzo de 2023.

## Biografía y trayectoria
A los 15 años, a raíz de un viaje de estudios, se estableció temporalmente en Estados Unidos y, entre otras ocupaciones, realizó una pasantía en los estudios Paramount. Luego, regresó a Argentina a finalizar sus estudios secundarios en el Liceo Víctor Mercante, dependiente de la Universidad Nacional de La Plata.
A los 19 años se mudó a Seattle, en el estado de Washington con la intención de explorar una carrera como actriz. Allí estudió teatro y se recibió de psicóloga en la Universidad de Washington. Luego se mudó a San Francisco y después a Los Ángeles, en California, pero tras muchos rechazos decidió dedicarse al cine detrás de las cámaras.
Alonso comenzó desempeñándose como asistente de producción, llegando a trabajar en la empresa del director James Cameron, Digital Domain, en efectos especiales, durante cuatro años.
Arribó a Marvel Studios en 2006, desempeñándose en el cargo de jefa de efectos visuales y postproducción. Fue coproductora de películas como Iron Man, Iron Man 2, Thor, y Capitán América: el primer vengador y a partir de The Avengers fue productora ejecutiva de todas las películas del Universo cinematográfico de Marvel.
En 2016 se convirtió en la primera mujer en ganar el premio Harold Lloyd de The Advanced Imaging Society, un galardón para los profesionales más destacados en el mundo de los efectos especiales.
En 2019 recibió el mayor galardón que otorga su ciudad natal, la Llave de la Ciudad de La Plata. Se convirtió así en la segunda platense en la historia en recibirlo, y la primera mujer.
Uno de los aportes de Alonso es procurar diversidad e inclusión en producciones de entretenimiento masivo como son las películas de Marvel, pensando en un público global.

Logo de la película The Avengers, la película más exitosa de su filmografía.

## Filmografía
| Año  | Título                                     | Rol                            | Nota |
| ---- | ------------------------------------------ | ------------------------------ | ---- |
| 2001 | Como perros y gatos                        | Productora de efectos visuales |      |
| 2003 | Darkness Falls                             | Productora de efectos visuales |      |
| 2003 | Big Fish                                   | Productora de efectos visuales |      |
| 2004 | 50 First Dates                             | Productora de efectos visuales |      |
| 2005 | Kingdom of Heaven                          | Productora de efectos visuales |      |
| 2008 | Iron Man                                   | Coproductora                   |      |
| 2010 | Iron Man 2                                 | Coproductora                   |      |
| 2011 | Thor                                       | Coproductora                   |      |
| 2011 | Capitán América: el primer vengador        | Coproductora                   |      |
| 2012 | The Avengers                               | Productora ejecutiva           |      |
| 2013 | Iron Man 3                                 | Productora ejecutiva           |      |
| 2013 | Thor: The Dark World                       | Productora ejecutiva           |      |
| 2014 | Captain America: The Winter Soldier        | Productora ejecutiva           |      |
| 2014 | Guardianes de la Galaxia                   | Productora ejecutiva           |      |
| 2015 | Avengers: Age of Ultron                    | Productora ejecutiva           |      |
| 2015 | Ant-Man                                    | Productora ejecutiva           |      |
| 2016 | Capitán América: Civil War                 | Productora ejecutiva           |      |
| 2016 | Doctor Strange                             | Productora ejecutiva           |      |
| 2017 | Guardianes de la Galaxia vol. 2            | Productora ejecutiva           |      |
| 2017 | Spider-Man: Homecoming                     | Productora ejecutiva           |      |
| 2017 | Thor: Ragnarok                             | Productora ejecutiva           |      |
| 2018 | Black Panther                              | Productora ejecutiva           |      |
| 2018 | Avengers: Infinity War                     | Productora ejecutiva           |      |
| 2019 | Avengers: Endgame                          | Productora ejecutiva           |      |
| 2021 | Loki                                       | Productora ejecutiva           |      |
| 2021 | Shang-Chi y la leyenda de los Diez Anillos | Productora ejecutiva           |      |
| 2021 | What If...?                                | Productora ejecutiva           |      |
| 2021 | Eternals                                   | Productora ejecutiva           |      |
| 2021 | Spiderman: No Way Home                     | Productora ejecutiva           |      |
| 2022 | Argentina, 1985                            | Productora ejecutiva           |      |

## Premios y reconocimientos
Ha recibido, entre otros:
- Premio Muse por parte de la NYWIFT (Mujeres en Cine y Televisión de New York).
- Filmmaker Award, por parte de la MPSE (Editores de Sonido de la Industria Cinematográfica).
- Visionary Award, por parte de la VES (Visual Effects Society).
- Harold Lloyd Award, por parte de la Advanced Imaging Society.
- Reconocimiento por su trayectoria y aporte a la innovación en la industria audiovisual, entregado por el Instituto Nacional de Cine y Artes Audiovisuales (INCAA).